# Bohustrafiken

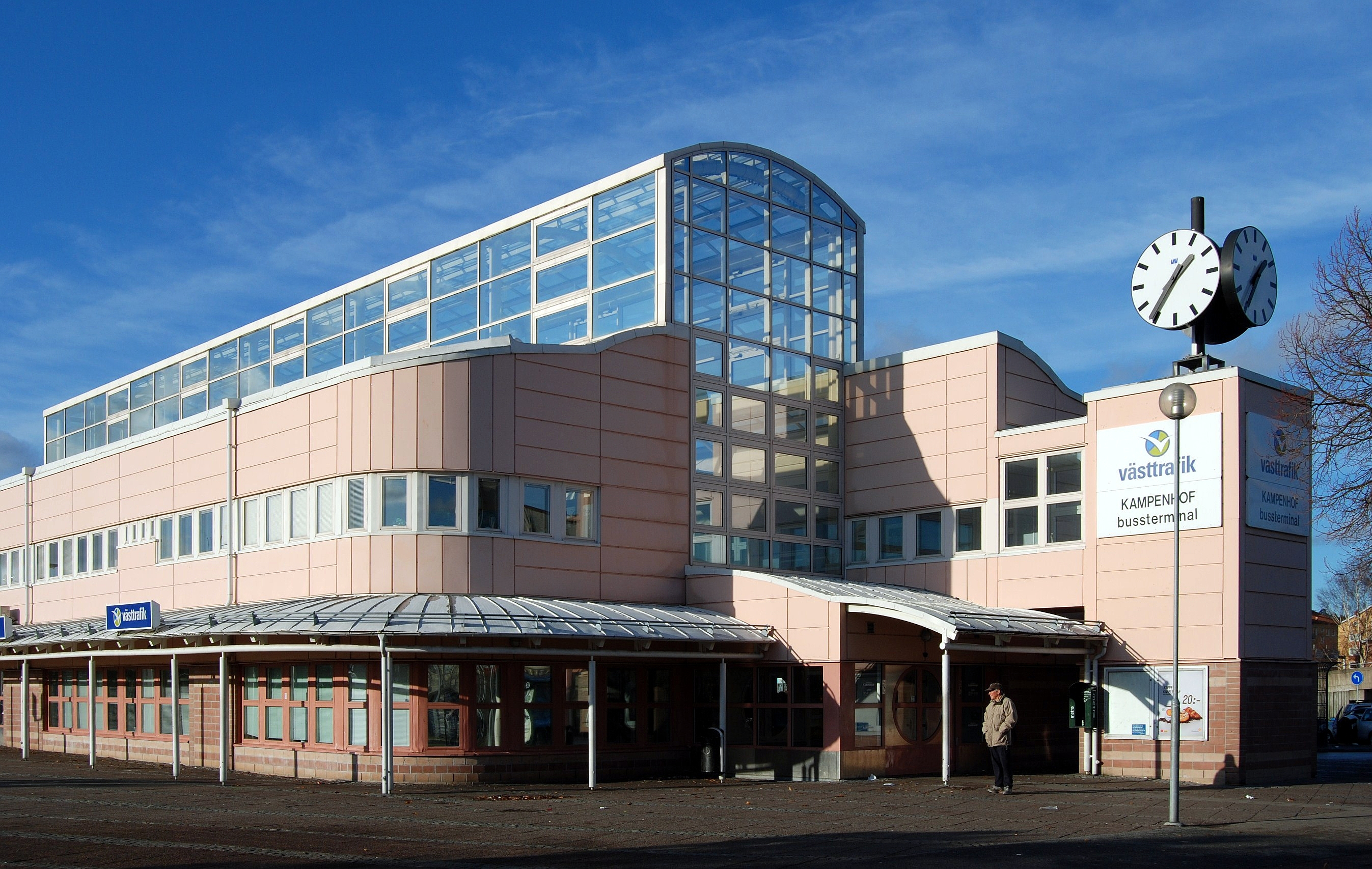
Uddevalla huvudbussterminal, Kampenhof

Bohustrafiken, formellt Göteborgs och Bohus Läns Trafik AB (GBL), var mellan 1983 och 1998 trafikhuvudman (även kallat länstrafikbolag) för norra delen av dåvarande Göteborgs och Bohus län. 
Bolaget överlät åt Göteborgs kommun (Stadstrafiken) att bestämma trafikutbud för den inomkommunala trafiken i Göteborg och åt Göteborgsregionens Lokaltrafik AB (GL) att bestämma om trafikutbud och taxa för länets övriga trafikområde. Det innebar att de ansvarade för lokal kollektivtrafik inom sitt område.
Under namnet Bohustrafiken bedrevs länstrafiken för sex kommuner i norra Bohuslän: Strömstad, Tanum, Sotenäs, Lysekil, Munkedal och Uddevalla.

## Ägarskap
Bolaget ägdes till 50 procent av Göteborgs kommun, 25 procent av Göteborgs och Bohus läns landsting och resterande 25 procent fördelat på länets övriga kommuner.

## Verksamhet
Bohustrafiken hanterade busstrafik och båttrafik, samt tågtrafiken på Bohusbanan. Taxesystemet var gemensamt med Göteborgsregionens Lokaltrafik, även om båda företagen tryckte och sålde sina egna kuponger. Grundprincipen var att en resa inom en kommun kostade tre kuponger för en vuxen, sedan lade man till ytterligare tre för varje kommungräns man passerade. Resor till Koster kostade sex extra kuponger i tillägg.
När magnetkorten infördes 1 september 1989 var det Bohustrafiken som fick prova ut maskinerna innan de också infördes i Göteborgsregionen. Även efter införandet av magnetkort räknades avgiften i antal kuponger.
20 februari 1984 introducerades LysekilsExpressen, tre moderna boggibussar som trafikerade sträckan Göteborg-Uddevalla-Bokenäs-Lysekil. Bussarna hade hög komfort med turistsäten och toaletter, men namnet till trots stannade de vid alla hållplatser längs vägen. Namnet "Lysekilsexpressen" var målat på utsidan. Senare tillkom också SmögenExpressen och StrömstadsExpressen.
1998 bildades Västtrafik av de fem trafikhuvudmännen, de tre i Göteborgs och Bohus län plus Älvsborgstrafiken och Länstrafiken i Skaraborg.